# Elecciones presidenciales de Argelia de 1963
Las elecciones presidenciales se llevaron a cabo en Argelia el 15 de septiembre de 1963. Ahmed Ben Bella, del Frente de Liberación Nacional, fue el único candidato, por lo que la elección se limitó a un referéndum en el que los votantes aprobaban o rechazaban su candidatura. Fue elegido con el 99.6% de los votos, de una participación del 88.9%, y fue juramentado ese mismo día al conocerse los resultados.

## Resultados
| Candidato             | Partido                       | Votos     | %    |
| --------------------- | ----------------------------- | --------- | ---- |
| Ahmed Ben Bella       | Frente de Liberación Nacional | 5.805.103 | 99.6 |
| En contra             | En contra                     | 22.515    | 0.4  |
| Total                 | Total                         | 5.850.133 | 100  |
| Fuente: Nohlen et al. |                               |           |      |